# 1613
Năm 1613 (số La Mã: MDCXIII) là một năm thường bắt đầu vào thứ Ba trong lịch Gregory (hoặc một năm thường bắt đầu vào thứ sáu của lịch Julius chậm hơn 10 ngày).